# Alan Sánchez
Alan Sánchez (Capital Federal, Argentina, 23 de noviembre de 1985) es un exfutbolista argentino. Juega de volante ofensivo y su equipo actual es el Club Atlético Platense de la Primera División, donde forma parte de la Secretaría Técnica. 

## Trayectoria
Jugó en la tercera división del fútbol Argentino (B Metropolitana) entre 2004 y 2006 en el Club Atlético Platense, logrando en ese último año el tan esperado ascenso que devolvió a su club a la segunda categoría (Primera B Nacional). Aquí jugó a lo largo del 2006 antes de ser transferido al O'Higgins de Chile, donde no destacó del todo pese a haber jugado un par de partidos. Decidió retornar al país entonces para jugar en Huracán en 2007, debutando así en la máxima categoría del fútbol argentino. Allí fue suplente en el gran equipo dirigido por Ángel Cappa que perdió de manera polémica el Clausura 2009. Permaneció en el Globo hasta 2010, donde ya no era tenido en cuenta por Héctor Rivoira y emigra a Boca Unidos de Corrientes para ser dirigido por su padre, Juan Amador Sánchez. En 2011 emigra al Levadiakos de Grecia. En el 2012 es confirmado como refuerzo del Deportivo Pasto pero su contratación se complica al no poder inscribirse ante DIMAYOR haciéndose imposible la continuidad en Colombia.

## Clubes
| Club                | País      | Año       |
| ------------------- | --------- | --------- |
| Platense            | Argentina | 2004-2006 |
| O'Higgins           | Chile     | 2007      |
| Huracán             | Argentina | 2007-2010 |
| Boca Unidos         | Argentina | 2010-2011 |
| Levadiakos          | Grecia    | 2011      |
| Manta F.C.          | Ecuador   | 2012      |
| Platense            | Argentina | 2013      |
| Macará              | Ecuador   | 2013-2014 |
| Manta F.C.          | Ecuador   | 2015      |
| Cúcuta F.C.         | Colombia  | 2016      |
| Gutiérrez (Mendoza) | Argentina | 2017      |
| Acassuso            | Argentina | 2018      |